# Nikola Vuljanić
Nikola Vuljanić (Karlovac, 25. lipnja 1949. – Karlovac, 2. ožujka 2024.) bio je hrvatski političar, profesor anglistike i kroatistike, i jedan od osnivača Hrvatskih laburista.
Završio je filozofski fakultet u Zagrebu (prof. engleskog jezika).

## Politička karijera
Prije stvaranja Laburista bio je član Hrvatske narodne stranke, te je kao njihov član obnašao dužnost zastupnika u Hrvatskom saboru od 11. siječnja 2004. (kada u saboru mijenja kolegu Darka Šantića) do 26. svibnja 2008.
U Saboru je obnašao sljedeće dužnosti:
- član Odbora za zakonodavstvo
- član Odbora za pravosuđe
- član Odbora za međuparlamentarnu suradnju
- zamjenik člana Izaslanstva Hrvatskoga sabora u Zajedničkom parlamentarnom odboru RH-EU
- zamjenik člana Izaslanstva Hrvatskoga sabora u Parlamentarnoj skupštini Organizacije za europsku sigurnost i suradnju

Na hrvatskim parlamentarnim izborima 2011. izabran je za zastupnika Hrvatskih laburista. U travnju 2012., izabran je od strane hrvatskog sabora kao jedan od promatrača u Europskom parlamentu. Na izborima za Europski parlament 2013., izabran je kao jedan od prvih 12 hrvatskih zastupnika u Europski parlament. Na izborima za Europski parlament 2014. nije uspio zadržati taj mandat.

## Vanjske poveznice
- Profil na službenim stranicama Hrvatskog sabora  Arhivirana inačica izvorne stranice od 20. prosinca 2013. (Wayback Machine)
- Profil na službenim stranicama Europskog parlamenta